# Dicranomyia nubleana
Dicranomyia nubleana är en tvåvingeart som först beskrevs av Alexander 1971.  Dicranomyia nubleana ingår i släktet Dicranomyia och familjen småharkrankar. Inga underarter finns listade i Catalogue of Life.